# Jean Néplin
Jean Néplin, nom de scène de Philippe Glémée, né à Paris le 20 février 1957 et mort à Poissy le 14 février 2003,, est un auteur, compositeur et chanteur français.
Il est un personnage de la scène underground parisienne des années 1980 et un collaborateur des Rita Mitsouko.

## Biographie
Philippe Glémée est un élève de l’École nationale supérieure des beaux-arts de Paris.
Ayant adopté Jean Néplin comme nom de scène, il forme le groupe Fassbinder avec Fred Chichin en 1976. S'ils se séparent rapidement, les deux musiciens collaboreront jusqu'à la mort de Néplin. Ainsi, les Rita Mitsouko ont régulièrement accompagné le chanteur sur scène et produit son dernier album − où l'on retrouve aussi Jacno. Parallèlement, de nombreuses chansons sont signées « Chichin-Glemée » dans leurs albums, et un duo entre Jean Néplin et Catherine Ringer intitulé Dis-moi des mots est enregistré sur l'album Cool Frénésie. Une chanson de Fred Chichin et Jean Néplin a été interprétée par Taxi Girl, Daniel Darc étant un admirateur du duo. Alain Pacadis, dont il fut un ami, le qualifiait de « dadaïste-punk ».
Jean Néplin avait formé le groupe Electromegamex avec Claude Arto († 2013), avant que ce dernier ne forme le groupe Mathématiques modernes.

## Discographie
- Jean Néplin et Individual State, Happening, avec Rikky Darling, Celluloïd, 1981.
- Jean Néplin et Le Charismatic, Un homme dangereux / The Watcher (single), Virgin, produit par Mirwais, 1983.
- Jean Néplin, Le Paradis bleu des cœurs couronnés (là où se repose l'éternel), Delabel, produit par les Rita Mitsouko, 2001.

## Chansons écrites par Philippe Glémée pour d'autres artistes
- Avenue du Crime, avec Fred Chichin, sur l'album Seppuku de Taxi Girl, 1982.
- Le Futur no 4, avec Catherine Ringer, sur l'album Rita Mitsouko des Rita Mitsouko, 1984.
- Tonite, avec Catherine Ringer, sur l'album The No Comprendo des Rita Mitsouko, 1986.
- Perfect Eyes, avec Catherine Ringer, sur l'album Marc et Robert des Rita Mitsouko, 1988.
- La Belle Vie, avec Catherine Ringer et Fred Chichin, sur l'album Système D des Rita Mitsouko, 1993.
- Dis-moi des mots, avec Catherine Ringer et Fred Chichin, sur l'album Cool Frénésie des Rita Mitsouko, 2000.